# Канели (Асти)
Канели (итал. Canelli) је насеље у Италији у округу Асти, региону Пијемонт.
Према процени из 2011. у насељу је живело 8805 становника. Насеље се налази на надморској висини од 152 м.

## Становништво
| 1936. | 1951. | 1961. | 1971.  | 1981.  | 1991.  | 2001.  | 2011.  |
| ----- | ----- | ----- | ------ | ------ | ------ | ------ | ------ |
| 7.389 | 7.954 | 9.421 | 10.905 | 10.723 | 10.425 | 10.230 | 10.569 |